# إرنيستو ماتشيروني
إرنيستو ماتشيروني (بالإسبانية: Ernesto Mascheroni) (21 نوفمبر 1907 في مونتيفيديو ، الأوروغواي – 3 يوليو 1984 في مونتيفيديو، الأوروغواي) لاعب كرة قدم أوروغواياني كان يجيد اللعب في مركز الظهير الأيسر .
لعب ماتشيروني 12 مباراة دولية مع منتخب الأوروغواي من 1930 إلى 1939 وساهم في تحقيق بطولة كأس العالم الأولى التي استضافتها بلاده . ثم انتقل إلى نادي أمبروسيانا من 1934 إلى 1936 . خلال هذه الفترة مثل منتخب إيطاليا في مباراتين دوليتين . بعدها عاد إلى الأوروغواي وانضم إلى نادي بينارول حتى نهاية مسيرته الرياضية في سنة 1940 ويعتبر إرنيستو ماتشيروني آخر لاعب توفي من جيل الأوروغواي الذهبي الذي فاز بكأس العالم عام 1930

## روابط خارجية
- إرنيستو ماتشيروني على موقع الاتحاد الدولي (مؤرشف)  (الإنجليزية)
- إرنيستو ماتشيروني على موقع قاعدة بيانات كرة القدم.إي يو (الإنجليزية)
- إرنيستو ماتشيروني على موقع ناشيونال فوتبول تيمز (الإنجليزية)
- إرنيستو ماتشيروني على موقع Soccerway.com (الإنجليزية)
- إرنيستو ماتشيروني على موقع عالم كرة القدم.نت (الإنجليزية)